# Zach Sill
Zach Sill (né le 24 mai 1988 à Truro, en Nouvelle-Écosse au Canada) est un joueur professionnel canadien de hockey sur glace.

## Biographie

### En club
Zach Sill commence en 2004 avec les Bearcats de Truro en Ligue maritime de hockey junior A. Il rejoint en 2007 les Wildcats de Moncton dans la Ligue de hockey junior majeur du Québec. Après avoir été élu meilleur attaquant défensif de la saison 2008-2009 de la LHJMQ, il commence sa carrière professionnelle en intégrant l'organisation des Penguins de Pittsburgh.
Il joue son premier match dans la Ligue nationale de hockey le 16 novembre 2013 lors d'une défaite 4-1 des Penguins à New Jersey. Il enregistre son premier point dans la ligue le 13 janvier 2015 face au Wild du Minnesota, une assistance sur un but de Marcel Goc. Il inscrit son premier but en carrière quelques jours plus tard, le 21 janvier 2015, face aux Blackhawks de Chicago de Corey Crawford.
Le 25 février 2015, il est échangé aux Maple Leafs de Toronto avec un cinquième tour du repêchage 2015 et un deuxième tour du repêchage 2016 en retour de Daniel Winnik.
Son contrat n'est pas renouvelé à l'issue de la saison, et le 15 juillet 2015, Zach Sill signe un contrat d'un an à deux volets en faveur des Capitals de Washington.

## Statistiques

### En club
| Saison     | Équipe                            | Ligue       |    | Saison régulière | Saison régulière | Saison régulière | Saison régulière | Saison régulière |   | Séries éliminatoires | Séries éliminatoires | Séries éliminatoires | Séries éliminatoires | Séries éliminatoires |
| Saison     | Équipe                            | Ligue       | PJ | B                | A                | Pts              | Pun              | PJ               | B | A                    | Pts                  | Pun                  |                      |                      |
| 2004-2005  | Bearcats de Truro                 | LMHJA       | 1  | 0                | 0                | 0                | 0                | -                | - | -                    | -                    | -                    |                      |                      |
| 2005-2006  | Bearcats de Truro                 | LMHJA       | 48 | 12               | 8                | 20               | 68               | -                | - | -                    | -                    | -                    |                      |                      |
| 2006-2007  | Black Bears du Maine              | Hockey East | 6  | 1                | 1                | 2                | 2                | -                | - | -                    | -                    | -                    |                      |                      |
| 2006-2007  | Bearcats de Truro                 | LMHJA       | 6  | 1                | 0                | 1                | 18               | -                | - | -                    | -                    | -                    |                      |                      |
| 2007-2008  | Wildcats de Moncton               | LHJMQ       | 66 | 18               | 8                | 26               | 95               | -                | - | -                    | -                    | -                    |                      |                      |
| 2008-2009  | Wildcats de Moncton               | LHJMQ       | 58 | 9                | 15               | 24               | 78               | 10               | 4 | 1                    | 5                    | 10                   |                      |                      |
| 2009-2010  | Penguins de Wilkes-Barre/Scranton | LAH         | 54 | 5                | 6                | 11               | 48               | 4                | 0 | 0                    | 0                    | 2                    |                      |                      |
| 2009-2010  | Nailers de Wheeling               | ECHL        | 6  | 1                | 2                | 3                | 15               | -                | - | -                    | -                    | -                    |                      |                      |
| 2010-2011  | Penguins de Wilkes-Barre/Scranton | LAH         | 80 | 11               | 19               | 30               | 85               | 12               | 1 | 2                    | 3                    | 6                    |                      |                      |
| 2011-2012  | Penguins de Wilkes-Barre/Scranton | LAH         | 68 | 10               | 7                | 17               | 40               | 12               | 3 | 1                    | 4                    | 0                    |                      |                      |
| 2012-2013  | Penguins de Wilkes-Barre/Scranton | LAH         | 57 | 4                | 5                | 9                | 108              | 15               | 2 | 2                    | 4                    | 6                    |                      |                      |
| 2013-2014  | Penguins de Wilkes-Barre/Scranton | LAH         | 18 | 3                | 3                | 6                | 34               | 17               | 1 | 2                    | 3                    | 18                   |                      |                      |
| 2013-2014  | Penguins de Pittsburgh            | LNH         | 20 | 0                | 0                | 0                | 12               | -                | - | -                    | -                    | -                    |                      |                      |
| 2014-2015  | Penguins de Pittsburgh            | LNH         | 42 | 1                | 2                | 3                | 60               | -                | - | -                    | -                    | -                    |                      |                      |
| 2014-2015  | Maple Leafs de Toronto            | LNH         | 21 | 0                | 1                | 1                | 24               | -                | - | -                    | -                    | -                    |                      |                      |
| 2015-2016  | Bears de Hershey                  | LAH         | 63 | 9                | 13               | 22               | 49               | 21               | 6 | 4                    | 10                   | 26                   |                      |                      |
| 2015-2016  | Capitals de Washington            | LNH         | 10 | 1                | 0                | 1                | 2                | -                | - | -                    | -                    | -                    |                      |                      |
| 2016-2017  | Bears de Hershey                  | LAH         | 67 | 7                | 9                | 16               | 30               | 12               | 0 | 0                    | 0                    | 12                   |                      |                      |
| 2017-2018  | Bears de Hershey                  | LAH         | 76 | 7                | 15               | 22               | 60               | -                | - | -                    | -                    | -                    |                      |                      |
| 2018-2019  | HC Sparta Prague                  | Extraliga   | 48 | 2                | 9                | 11               | 64               | 4                | 0 | 0                    | 0                    | 2                    |                      |                      |
| 2019-2020  | Kölner Haie                       | DEL         | 52 | 11               | 15               | 26               | 36               | -                | - | -                    | -                    | -                    |                      |                      |
| 2020-2021  | Kölner Haie                       | DEL         | 36 | 2                | 9                | 11               | 28               | -                | - | -                    | -                    | -                    |                      |                      |
| 2021-2022  | Kölner Haie                       | DEL         | 44 | 3                | 7                | 10               | 18               | 5                | 0 | 1                    | 1                    | 2                    |                      |                      |
| 2022-2023  | Kölner Haie                       | DEL         | 47 | 3                | 9                | 12               | 44               | 6                | 0 | 1                    | 1                    | 0                    |                      |                      |
| Totaux LNH | Totaux LNH                        | Totaux LNH  | 93 | 2                | 3                | 5                | 98               | -                | - | -                    | -                    | -                    |                      |                      |